# Neckeropsis boniana
Neckeropsis boniana är en bladmossart som beskrevs av Andries Touw och Ryszard Ochyra 1987. Neckeropsis boniana ingår i släktet Neckeropsis och familjen Neckeraceae. Inga underarter finns listade i Catalogue of Life.